# Agalmatolito
Agalmatolito, também conhecida como pagodita, é uma rocha metamórfica formada pela alteração hidrotermal 
da rocha riolito. De ocorrência geológica rara, a rocha é utilizada pelos chineses para esculpir pagodes e objetos similares. Geralmente maleável e às vezes lisa, a pagodita pode ser da cor verde acinzentado ou amarelo acinzentado. O nome se aplica provavelmente a qualquer pedra utilizada para esse propósito e não a uma variedade específica.
O agalmatolito é uma rocha rica em minerais aluminosos e recebe diferentes denominações conforme o país onde é utilizado, mas, de um modo geral, ele é atualmente mais conhecido sob a denominação genérica de high alumina rock, ou seja, uma rocha com alto teor em alumina (Al2O3).
Outros nomes que podem ser utilizados nesse contexto são os minerais esteatita e pirofilita.

## Composição
A pagodita é constituída essencialmente por dois filossilicatos de alumínio:
- Pirofilita (Al2O3.4SiO2.H2O)[1]
- Moscovita (K2O.3Al2O3.6SiO2.2H2O)[1]

Esses dois minerais geralmente estão em associação com outros como a sericita, diásporo, turmalina quartzo e feldspato.